# Страсть (чувство)

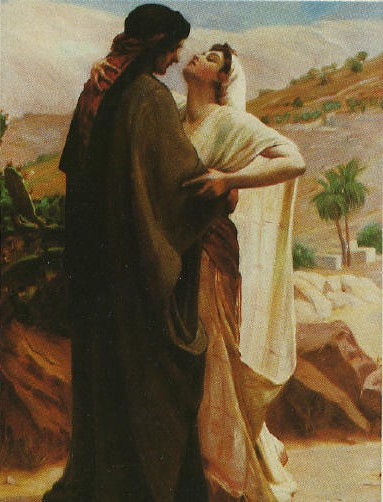
«Страстное свидание»
Фредерик Гудолл

Страсть — сильное, доминирующее над другими чувство человека, характеризующееся энтузиазмом или сильным влечением к объекту страсти. Объектами страсти могут быть как люди, так и предметы или идеи.
Чаще всего слово «страсть» используется для обозначения высокой степени полового возбуждения в сочетании с эмоциональным влечением к партнёру. Зачастую, страсть как короткоживущее, преходящее чувство, отождествляют с влюблённостью, противопоставляя её любви.
Также слово «страсть» используется в качестве синонима слов «эмоция», «аффект», «чувство» — то есть эмоциональных процессов вообще.

## В древнегреческой философии

### В стоицизме
По определению Зенона, страсть означает импульс души, беспорядочный и излишний. Страсть есть импульс, который, когда-то будучи естественным, стал неконтролируемым, непослушным разуму и, следовательно, противным природе.
Для Цицерона, речь идёт о болезни, но он добавляет, что не все страсти могут быть рассматриваемы таким образом
«Все страсти являются болезнями, и (…) их жертвы страдают умственными недугами»; они составляют «патологические расстройства личности». То есть, мудрый человек стремится к апатии, к уничтожению страстей.

### В платонизме
Для Платона страсть скорее негативное, но неизбежное явление. В «Тимее» он исключает страсти из наиболее возвышенной части души, logistikon (Тимей, 69 cd). В «Республике» он указывает, что каждая часть души имеет свою собственную ей присущую страсть.

### В аристотелизме
С точки зрения Аристотеля, выраженной в «Никомаховой этике», страсти включают не только вожделение и гнев, но также дружбу, мужество и радость, т.е сами по себе они ни благи, ни злы. Они нейтральны, и их надлежит умеренно и разумно использовать.

## В религиях

### Главные страсти
В исламе:
Страсть в Коране представлена чувством " влекущим" человека к действию.То влечение сопровождается с силой, побуждением, стремлением.
Это злая сила,но обучаема.Допустим в сдерживание силы страсти, обуздание её привлекается терпение.
12.53 Я не считаю себя невинным; страсть с силой увлекает к злу, разве только сжалиться над нами Бог; но Господь мой терпелив и милосерд.( Коран пер.Саблукова)
2.42 Призовите в помощь терпение и молитву; они, действительно, великая сила только для покорных.
В христианской аскетике существует восемь главных (основных) греховных страстей: чревоугодие, блуд, сребролюбие, гнев, печаль, уныние, тщеславие, гордость. Современные авторы иногда пишут о них как о восьми смертных грехах. В восточно-византийском богословии под страстью чаще всего понимаются греховные стремления души, заключающиеся в её увлечении чем-либо вместо Бога, и ставшие привычкой.

#### Восьмеричная схема на Востоке
Учение о восьми главных страстях сформировалось в монашеской среде, в восточной христианской аскетике. Перечень восьми главных страстей (грехов) был широко распространён в ранней аскетической литературе. Ещё Киприан Карфагенский, умерший в 258 году, в сочинении «О смертности» (в «Патрологии Миня» — De mortalitate) упоминал восемь главных грехов. Иоанн Кассиан в начале V века в сочинении «Собеседования» (Collationes) говорит, что учение о восьми главных страстях принято повсюду. Однако первым христианским автором, в трудах которого точно и определённо излагается учение о восьми главных страстях, считается Евагрий Понтийский, который в конце IV века изложил это учение в сочинении «О восьми злых помыслах» (в Добротолюбии это — «О восьми помыслах к Анатолию», в «Патрологии Миня» — De octo vitiosis cogitationibus).
В этом сочинении Евагрия Понтийского, написанном на греческом языке, суть учения о главных страстях сформулирована в самом начале следующими словами: «Есть восемь всех главных помыслов, от которых происходят все другие помыслы. Первый помысел чревоугодия, и после него — блуда, третий — сребролюбия, четвёртый — печали, пятый — гнева, шестой — уныния, седьмой — тщеславия, восьмой — гордости. Чтоб эти помыслы тревожили душу, или не тревожили, это не зависит от нас, но чтоб они оставались в нас надолго или не оставались, чтоб приводили в движение страсти, или не приводили, — это зависит от нас». Следовательно, в изложении Евагрия перечень страстей и помыслов выглядит так:
1. Γαστριμαργία (чревоугодие)
2. Πορνεία (блуд)
3. Φιλαργυρία (сребролюбие)
4. Λύπη (печаль)
5. Ὀργή (гнев)
6. Ἀκηδία (уныние)
7. Κενοδοξία (тщеславие)
8. Ὑπερηφάνεια (гордыня)

После Евагрия появляются сочинения других христианских авторов, развивающих учение о восьми главных страстях, например преподобных Нила Синайского, Ефрема Сирина, Иоанна Лествичника и других, из поздних православных святых — святителя Игнатия Брянчанинова. Отличием традиционной восьмеричной схемы главных страстей от списка Евагрия Понтийского является то, что гнев и печаль меняются местами: гнев ставится на четвёртое, а печаль — на пятое место. Восемь указанных страстей условно рассматриваются как «плотские» (чревоугодие и блуд) и «душевные» (сребролюбие, гнев, печаль, уныние, тщеславие и гордость).

#### Восьмеричная схема на Западе
В западном христианстве учение о восьми главных страстях получило распространение благодаря трудам Иоанна Кассиана, который перенёс в западное монашество опыт аскетических традиций и практики, распространённых в Египте во второй половине IV в. В египетском монашестве Иоанн Кассиан испытал сильное влияние учения Евагрия Понтийского и, возможно, был знаком с Евагрием лично. Кассиан заимствует учение о восьми главных пороках (principalia vitia) или страстях (principales passiones), как принято в восточной христианской традиции, от Евагрия Понтийского. Отличием схемы Кассиана от схемы Евагрия является взаимное расположение страстей гнева и печали. О восьми главных страстях Иоанн писал в двух известных своих сочинениях: «О правилах общежительных монастырей» (De institutis coenobiorum) и «Собеседованиях» (Collationes) между 420 и 427 годами.
Иоанн Кассиан писал на латыни, и его перечень восьми страстей в переводе с латыни таков:
1. Gula (чревоугодие)
2. Fornicatio (блуд)
3. Avaritia (сребролюбие)
4. Ira (гнев)
5. Tristitia (печаль)
6. Acedia (уныние)
7. Vanagloria (тщеславие)
8. Superbia (гордость)

После Кассиана восемь главных страстей в западной христианской традиции различали некоторые другие авторы, такие как Колумбан и Алкуин.

### В православии
Преподобный Нил Сорский «страстью называет такую склонность и такое действие, которые, долгое время гнездясь в душе, посредством привычки, обращаются как бы в естество её. Человек приходит в это состояние произвольно и самоохотно; и тогда помысл, утвердясь от частого с ним обращения и сопребывания, и согретый и воспитанный в сердце, превратясь в привычку, непрестанно возмущает и волнует его страстными внушениями, от врага влагаемыми».
Страсть рассматривается как ошибочное, искажённое грехом проявление чувств. Согласно православному учению о борьбе с грехом, аскетике, страсть считается извращённой (искажённой) добродетелью. Например, гнев может быть как праведным, так и греховным. В связи с этим утверждается, что страсть как проявление зла, не имеет собственной онтологической сущности, а паразитирует на изначально добром устроении Божественного творения (человека).
Восьми главным страстям противоположны восемь добродетелей: любовь, смирение, нестяжание, кротость, целомудрие, воздержание, трезвение, праведный плач.
Противоестественность страсти заключается в том, что в ней человек отказывается от естественного для своей природы соединения с Творцом, дающим человеку высшее духовное блаженство. Вместо наслаждения общением с вечным Богом человек ищет наслаждения в своём временном земном бытии, среди преходящего и непостоянного мира. Такими наслаждениями могут являться деньги (страсть сребролюбия), еда (страсть чревоугодия), незаконные половые увлечения (блуд), унижение других людей, утверждение своего превосходства над ними (гнев, гордость, тщеславие), чрезмерные огорчения по поводу недостатка или лишения материальных благ, неосуществления страстных пожеланий (уныние, печаль).
Основанием страстей является самолюбие, противоположное любви к Богу и ближнему. Главными и наиболее опасными страстями являются блуд, гордость и тщеславие.
В аскетике различают следующие ступени постепенного развития страсти.
1. Прилог, когда без намерения и против воли входят в душу греховные представления, или через внешние и внутренние чувства, или через воображение. Это относительно безгрешно, и только является поводом и близостью к греху.
2. Сочетание означает принятие прилога, добровольное размышление о нём, что не всегда безгрешно.
3. Сложение есть услаждение души пришедшим помыслом.
4. Пленение есть то состояние души, когда принуждённо и невольно отводится ум на худые мысли, нарушающие мирное устроение души и душа с усилием, только при помощи Божией, возвращается в себя.
5. Страсть есть долговременное и обратившееся в привычку услаждение страстными помыслами, влагаемыми от врага, и утвердившееся от частого размышления, мечтания и собеседования с ними. Это уже есть рабство греху, и не покаявшийся, не извергший из себя страсть, подлежит вечным мукам, которые есть выражение «видения» Творца и невозможность общения с Ним, бесконечно угнетённое состояние в результате собственного падения «на фоне Божественной чистоты».

Основой борьбы со страстями является борьба с помыслами.
Борьба со страстями — одна из главных задач христианина.
Наряду с греховными страстями различают так называемые неукоризненные (естественные) страсти, такие как голод, жажда, страх, и т. п.

### В католицизме
В католическом богословии, в отличие от аскетического термина греховного навыка, понятие «страсть» является синонимом понятий эмоция, чувство и само по себе рассматривается как нравственно нейтральное. Катехизис католической церкви 1992 года поясняет: "Чувства или страсти означают эмоции или движения чувственности, которые склоняют к тому, чтобы действовать — или бездействовать — в соответствии с тем, что человек ощущает или воображает как благое или злое (1763). Страсти сами по себе ни хороши, ни плохи. Они получают моральную оценку только в той мере, в какой они фактически зависимы от разума и воли. Страсти называются добровольными «либо потому, что воля диктует их, либо потому, что она им не препятствует (1767)».
Православному пониманию страсти соответствует католический термин «порок».

### В индуизме
В религиозно-философской традиции индуизма страсть — раджас — является одним из трёх «основных состояний» (гун), в котором может пребывать человеческий разум. Качественно страсть располагается ниже благости, но выше невежества.